# (6409) 1992 VC
1992 في سي (ويعرف أيضًا باسم (6409) 1992 في سي وفق تسمية الكوكب الصغير) (بالإنجليزية: 1992 VC)‏ هو كويكب ضمن حزام الكويكبات؛ وترتيبه 6409 من حيث الاكتشاف.
اكتُشف هذا الجُرم الفلكي بواسطة Nobuhiro Kawasato ‏ في 2 نوفمبر 1992.

## وصلات خارجية
- (6409) 1992 VC في قاعدة بيانات مختبر الدفع النفاث لأجرام النظام الشمسي الصغيرة

- الاكتشاف · مخطط المدار ·  العناصر المدارية · المعلمات المادية

- (6409) 1992 VC على موقع ويكي سكاي: DSS2, SDSS, GALEX, IRAS, Hydrogen α, X-Ray, Astrophoto, Sky Map, Articles and images